# Juan Carlos Díaz Cisneros
Juan Carlos Díaz Cisneros (Ciudad de La Plata, Argentina, 16 de marzo de 1898 - m. después de 1946) era un abogado y magistrado argentino que fuera asignado como  interventor federal de la provincia de Córdoba entre 1944 y 1945. 

## Biografía
Juan Carlos Díaz Cisneros había nacido el 16 de marzo de 1898 en la nueva ciudad de La Plata, capital de la provincia de Buenos Aires que forma parte de la República Argentina, siendo sus padres Adriano Díaz y Sofía Cisneros.
Estudió en la Facultad de Ciencias Jurídicas y Sociales de la Universidad Nacional de La Plata, recibiéndose en 1923.
Fue profesor de derecho penal en la Escuela de Policía de la provincia de Buenos Aires de 1942 a 1946, y de derecho civil. Se desempeñó como secretario del juzgado en lo civil y comercial de Mercedes (Buenos Aires), juez en lo criminal y correccional en dicha ciudad entre 1931 y 1936 y miembro de la Cámara en lo criminal y correccional de La Plata.
Gobernando el GOU, luego de la Década Infame, y durante la Segunda Guerra Mundial fue interventor federal de la provincia de Córdoba desde el 30 de noviembre de 1944 hasta el 2 de julio de 1945, para ser suplantado brevemente por el doctor Walter Villegas.